# محیی‌الدین زنگنه
محی‌الدین زنگنه (به عربی: محيي الدين زنكنة) (?? در کرکوک - ۲۱ اوت ۲۰۱۰ در سلیمانیه) از نمایشنامه‌نویسان عراقی است.
او در شهر کرکوک از پدر و مادری کُرد به دنیا آمد و در سال ۱۹۶۲ میلادی در رشته زبان عربی از دانشکده ادبیات دانشگاه بغداد دانش‌آموخته شد.

## جوایز
نمایش‌نامه‌های او در بیش از ۴۰ جشنوارهٔ تئاتر در عراق و خارج از عراق به روی صحنه رفته و جایزه‌های زیر را دریافت کرده‌است:
- ملخ (الجراد)، جایزه نویسندگان عراقی در مربد ۱۹۷۰
- پرسش (السؤال)، جایزه بهترین متن عراق در دوره ۱۹۷۵–۱۹۷۶
- پنج در پنج (فی الخمس الخامس)، جایزه بهترین متن عراق در دوره ۱۹۷۹–۱۹۸۰
- قوطی سنگی (العلبة الحجریة)، جایزه بهترین متن عراق در دوره ۱۹۸۲–۱۹۸۳
- خارها (الأشواک)، جایزه بهترین متن عراق در دوره ۱۹۸۸–۱۹۸۹
- ای سنگ، سخن بگو! (تکلم یا حجر)، جایزه نویسنده نمونه ۱۹۸۸–۱۹۸۹
- لرزه در رگ‌های بیابان (زلزلة تسری فی عروق الصحراء)، جایزه هیئت دوم تئاتر ۱۹۹۹
- رؤیای پادشاه (رؤیا الملک)، جایزه دولتی در رشته نوآوری ۱۹۹۹
- شعری به رنگ پگاه (شعر بلون الفجر)، جایزه دولتی در رشته نوآوری ۲۰۰۰
- انگشتری (مسرحیة الخاتم)، جایزه اول، مسابقه وزارت فرهنگ عراق ۲۰۰۵